# Дрогон Речен
Дрогон Речен (1148 – 1218) е Тибетски Будистки учител (лама) и е един от държателите на линията Карма Кагю. Роден е в централно тибетската провинция Цанг и едва деветгодишен вече е ученик на ламата от Кагю Сангри Репа. Когато учителят му се разболява и разбира, че не му остава много да живее той изпраща младото момче да намери учениците на Миларепа и да продължи с тях своето обучение. Междувременно Дрогон Речен започва интензивна практика с методи от школата Нингма, дошли от индийския йогин Вималамитра. Когато чува за Първия Кармапа Дюсум Кхиенпа младият Дрогон Речен вече е постигнал висока реализация и го възприема по-скоро като равен и решава да го провери. При директната им среща обаче той веднага е завладян от могъществото на Кармапа и без колебание става негов ученик. Впоследствие Кармапа му предава приемствеността на линията и отговорността да я предаде на следващите поколения и. Негов приемник става Помдрагпа.